# Ouro Velho
Ouro Velho é um município brasileiro localizado no Sertão do Cariri (Ocidental), na Região Geográfica Imediata de Monteiro, estado da Paraíba. De acordo com o IBGE (Instituto Brasileiro de Geografia e Estatística), no ano de 2010 sua população foi estimada em 2.928 habitantes. Área territorial de 129 km².

## Geografia
O município está incluído na área geográfica de abrangência do semiárido brasileiro, definida pelo Ministério da Integração Nacional em 2005.  Esta delimitação tem como critérios o índice pluviométrico, o índice de aridez e o risco de seca.